# Tocqueville-en-Caux
Tocqueville-en-Caux település Franciaországban, Seine-Maritime megyében. Lakosainak száma 141 fő (2022. január 1.). Tocqueville-en-Caux Biville-la-Rivière, Brametot, Bretteville-Saint-Laurent, Rainfreville, Royville, Sassetot-le-Malgardé és Vénestanville községekkel határos.

## Népesség
A település népessége az elmúlt években az alábbi módon változott:
| Lakosok száma | 125  | 114  | 121  | 129  | 138  | 139  | 141  | 141  |
|               | 2013 | 2015 | 2017 | 2018 | 2019 | 2020 | 2021 | 2022 |